# Napięcie probiercze
Napięcie probiercze (napięcie próbne) − wartość napięcia stosowanego w laboratoriach do badania poszczególnych urządzeń elektrycznych, układów izolacyjnych itp.
Załączenie do układu napięcia probierczego umożliwia m.in. ustalenie jakości izolacji badanego urządzenia. Pomyślny wynik badania oznacza, że podłączenie napięcia znamionowego nie spowoduje przebicia jego izolacji. Dla układów niskiego napięcia (230/400 V) dla badań rezystancji izolacji stosowane jest zestandaryzowane napięcie pomiarowe (probiercze) w wysokości 500V prądu stałego. Zgodnie z IEC 61439-1 (PN-EN 61439-1) w zależności od napięcia znamionowego badanego obwodu stosowane są napięcia probiercze o wartościach 250 V, 500 V, 1000 V, 2500 V.